# Katie Volynets
Katie Volynets (født 31. december 2001 i Walnut Creek, Californien, USA) er en professionel tennisspiller fra USA.